# Meade Lux Lewis
Meade Anderson „Lux“ Lewis (* 3. September 1905 in Chicago, Illinois; † 7. Juni 1964 in Minneapolis, Minnesota) war ein US-amerikanischer Jazz-Pianist und Komponist, ein Pionier des Boogie Woogie.

## Leben und Wirken
Das Geburtsdatum von Lewis ist je nach Quelle der 3., 4. oder 13. September 1905. In seiner Jugend war der Pianist Jimmy Yancey, mit dem er befreundet war, sein Vorbild. Wahrscheinlich erhielt er auch Unterricht von seinem Freund Pinetop Smith. Lewis spielte in Kneipen und Clubs in Chicago, zog sich 1929 aber zunächst zurück.
Lewis machte seine ersten Aufnahmen 1927, aber erst 1936 setzte der Erfolg ein, als ihn Promoter John Hammond nach New York brachte und ab 1938 in seinen Konzerten „From Spirituals to Swing“ mit Albert Ammons und Pete Johnson präsentierte. Hammond hatte ihn 1935 aufgestöbert, als er in einer Garage in Chicago als Wagenwäscher arbeitete. Seine Auftritte in der Carnegie Hall (und im Club Café Society) lösten einen Boogie-Woogie-Boom aus. Zusammen mit seinen Mitspielern Albert Ammons und Pete Johnson wurde Lewis einer der führenden Boogie-Woogie-Pianisten seiner Zeit. Er machte Ende der 1930er Jahre Aufnahmen mit beiden sowie z. B. mit Sidney Bechet und Edmond Hall. Später arbeitete er vor allem in Los Angeles. Er trat auch in mehreren Spiel- und Musikfilmen wie Ist das Leben nicht schön? (1946), New Orleans (1947) oder Im Dunkel der Nacht (1956) auf.
Meade „Lux“ Lewis starb 1964 bei einem Autounfall in Minneapolis.
Zusammen mit Ammons gebührt ihm das Verdienst, Musiker der ersten, 1939 entstandenen Schallplatten des jungen Jazzlabels Blue Note Records zu sein.

## Vermächtnis: Honky Tonk Train Blues
Lewis’ Titel Honky Tonk Train Blues ist Leo von Knobelsdorff (der „Vater des deutschen Boogie Woogie“) zufolge der „Ausgangspunkt für den großen Boogie-Woogie Revival 1938/39 in der Carnegie Hall“; damit ging die Boogie-Woogie-Welle los. Der Titel, in dem Zuggeräusche imitiert und zum Ausgangspunkt der musikalischen Entwicklung genommen werden, ist zu einem Boogiestandard geworden. Er wurde von zahlreichen Pianisten interpretiert und aufgenommen. Hierzu gehören Keith Emerson, Jay McShann, Lloyd Glenn, Jörg Hegemann, Michael Pewny und Axel Zwingenberger; Jazz-Versionen existieren u. a. von Benny Goodman und der SWR Big Band. 1987 wurde die Komposition von Lewis in die Smithsonian Collection of Classic Jazz aufgenommen.

## Sammlungen
- The Complete Blue Note Recordings of Albert Ammons and Meade Lux Lewis (Mosaic, 1983) – solo Piano